# John Boyd Dunlop
John Boyd Dunlop (ur. 5 lutego 1840 w Dreghorn, North Ayrshire, w Szkocji, zm. 23 października 1921) – wynalazca brytyjski, z zawodu lekarz weterynarii.
W 1888 roku Dunlop opatentował gumową oponę dla bicykla (wynalezioną w roku 1845 przez Roberta Williama Thomsona). W roku 1889 założył w Belfaście spółkę Pneumatic Tyre and Booth Cycle Agency, produkującą opony na skalę przemysłową. Stała się ona od 1900 roku znana jako Dunlop Rubber Co.

## Życiorys
John B. Dunlop urodził się w Aryshire w Szkocji. Po ukończeniu nauki Dunlop praktykował najpierw jako lekarz weterynarii w Edynburgu w Szkocji, a następnie w Belfaście w Irlandii. W 1887 roku jego syn poprosił go, by pomyślał, jak sprawić, by wygodniej jeździć na trójkołowym rowerze po brukowanych ulicach Belfastu. Dunlop zaczął eksperymentować z ulepszeniami opon z litej gumy. Wyciął stary wąż ogrodowy, włożył go do rury, pompował powietrzem i zamontował na tylnych kołach roweru trójkołowego syna. Dunlop wymyślił na nowo oponę pneumatyczną, która, nieznana Dunlopowi, została po raz pierwszy wymyślona przez Roberta Thomsona w 1845 r. Firma Dunlop przetestowała i opatentowała oponę pneumatyczną w Wielkiej Brytanii w 1888 r., a w 1890 r. uzyskała patent amerykański. Irlandzki przemysłowiec W. H. Du Cros zainteresował się wynalazkiem Dunlopa po tym, gdy rowerzysta wygrał wyścig w Belfaście na rowerze z oponami pneumatycznymi. Du Cros założył firmę z Dunlopem, która finalnie stała się światowym koncernem - Dunlop Rubber Company. Dunlop nie skorzystał zbytnio na swoim wynalazku - w 1896 r. odsprzedał swój patent i udziały w firmie Du Cros, a następnie przeprowadził się do Dublina, gdzie jego jedyną działalnością do śmierci w 1921 r. była draperia. Po wprowadzeniu na rynek w 1888 roku pneumatycznych opon Dunlop, stały się one standardowym wyposażeniem rowerów z powodu dobrego absorbowania wstrząsów, jakich doświadczają rowerzyści. W tym samym roku, w którym patent otrzymała firma Dunlopa, pierwszy samochód wyprodukował Karl Benz z Mannheim w Niemczech. Dostępność nowych opon Dunlopa doprowadziła do eksperymentów przeprowadzanych przez innych w celu wyprodukowania opony o grubszym bieżniku dla pojazdów mechanicznych, a w 1895 roku pojawiła się pierwsza opona Michelin. Wraz z rosnącą popularnością samochodów po 1900 r., popyt na coraz bardziej skomplikowane mieszanki gumowe zarówno dla rowerów, jak i samochodów stał się ogromny. Wynalazek Dunlopa dał początek dwóm ważnym gałęziom przemysłu.